# Островът от предишния ден
Третият роман на Умберто Еко Островът от предишния ден (1994) е публикуван след Името на розата (1980) и Махалото на Фуко (1988), последван от Баудолино (2000) и Тайнственият пламък на кралица Лоана (2004).
Проницателните анализатори и специалисти на творчеството на Умберто Еко, сред които T. Stauder, E. Golino, E. Tadini, M. P. Pozzato, H. Lozano Miralles, единодушно споделят мнението, че Островът от предишния ден би трябвало да се възприема като огромно интерпретативно предизвикателство, отправено от висотата на вече монументалното творчество на неговия автор. В действителност, имайки предвид изключителното богатство и наситеност на автентични исторически сведения и интертекстуални препратки, от които е изграден микрокосмосът на творбата, текстът изисква активното сътрудничеството на читател, надарен с „неограничена енциклопедична компетентност“, за когото Еко намеква в своите Six walks in the fictional woods, читател, „способен да открие семантичните алюзии и препратки на места, убягнали дори на емпиричния им автор“.
Приели поканата за семиотично пътуване към Островът от предишния ден заедно с централния персонаж, младият пиемонтец Роберто дела Грива, се озоваваме в епохата на Великите географски открития в момент, в който Европейските държави правят отчаяни опити за разкриване на загадката на дължините. Постепенно става ясно, че точното изчисляване на местонахождението на il Punto fijo, неподвижна точка през която преминава сто и осемдесетият меридиан или въображаемата линия на промяна на датата, ще позволи откриването на астралните предели, изобилни на нечувани богатства според соломоновите предания. По този начин от преливащото въображение на Еко изникват множество вдъхновени от реалността персонажи, повечето от тях принадлежащи на бароковия XVII век, превърнат в темпорален и естетически стожер на разказа. Такива са отците Каспар и Емануеле, под чиито характерни черти разпознаваме емблематичните фигури на Атанасиус Кирхер и Емануеле Тезауро. Възкресени сякаш за да илюстрират твърдението на Еко, че „романът е брат по плът на Историята“, по страниците се редуват – в името на разказната автентичност – известни личности като Кардиналите Ришельо и Мазарен и Жан-Батист Колбер. Щателната възстановка на епохалния seicento, век през който ще се заражда и оформя познанието на Модерните времена, се разширява посредством лавината от интертекстуални препратки към писатели, философи, художници и музиканти от тази епоха, дискретно разпилени по страниците на романа, предлагайки на читателя приятната задача да ги „демаскира“: Шекспир, Молиер, Декарт, Грасиан, Расин, Сирано дьо Бержерак, Паскал, Джамбатиста Марино, Кеплер, Спиноза, Андреа Везалиус, Вермеер, Пусен, Гасенди, Веласкес, Караваджо, Бернини, Рубенс, Боромини...
Магическата огледална игра продължава в част от имената на главите на романа, чиито заглавия препращат директно към произведения от XVI и XVII век: Лабиринтът на света и Раят на сърцето (1623) на Ян Амос Коменски (глава 5 на романа), Чудатата Доктрина на изящните духове от онова Време (1628) на отец Франсоа Гарас (глава 8), Аристотеловският Далекоглед (1654) на Емануеле Тезауро (глава 9), Изкуството на Благоразумието и Проницателност и Изкуство на Находчивостта (1642) на Балтасар Грасиян и Моралес (глава 11 и 20), Страстите на Душата (1649) на Рене Декарт (глава 12), Часовници някои с махало (1673) на Кристиян Хюйгенс (глава 15), Telluris Theoria Sacra (1681) на Томас Бърнет (глава 21), Диалози за Главните Системи (1632) на Галилео Галилей (глава 24), За Произхода на Романите (1661) на Пиер Даниел Юе (глава 28), Градината на Насладите (около. 1503 – 1504) на Йеронимус Бош (глава 32), Подземни светове (1665) и Екстатично Небесно Пътуване (1656) на Атанасиус Кирхер (глави 33 и 39), Монолог върху Множествеността на Световете (1686) на Бернар дьо Фонтенел (глава 34). Важно е да се подчертае, че предварителната актуализация на изброените произведения има изключително интерпретативно значение, както за точната културно-историческа контекстуализация на цялостната проблематика на романа, така и за адекватната интерпретация на отделни негови глави, отличаващи се с относителна смислова самостоятелност.
Задълбочената работа върху текста позволява да се отчете наличието на значителен брой препратки които свидетелстват, че гениалното въображение на Еко е преодоляло ограниченията на наративните условности по отношение на енциклопедичните сведения, принадлежащи на една-единствена историческа епоха. На страниците на романа се появяват митологически персонажи (Одисей, Еней, Едип, Сизиф и Прометей), библейски фигури (Христос и Юда), художници и автори на комикси и техните герои (Корто и Распутин в поредицата „Корто Малтезе“ на Уго Прат, Пол Гоген), образи на известни писатели от XIX и XX век и някои техни герои (Даниел Дефо – Робинзон Крузо, Джек Лондон – Мартин Идън, Едмон Ростан – Сирано дьо Бержерак, Робърт Луис Стивънсън – Островът на съкровищата, Сервантес – Дон Кихот, Борхес...). Ще прекратим за момента дългия списък от изброявания на потенциални интертекстуални екстензии със споменаване на считаната за традиционна тема за херменевтичната традиция, персонифицирана от Малтийския рицар, който препраща към историята и митологията на средновековните рицарски ордени (Суверенният орден на Свети Йоан Йерусалимски – Хоспиталиери, Родоски рицари, Малтийски рицари, Тамплиери). В този смисъл изглежда очевидно, че една от основните цели на Еко е била да превърне своя постмодерен роман в една изключително разгърната и потенциално неограничена енциклопедична мрежа, която да позволи на читателя да навлезе в дебрите на световната култура посредством способите на интертекстуалността.
Стаен зад стратегическото прикритие на читателя-повествовател на „хаотичната хроника“ на Роберто, Еко изгражда наративната структура на романа като бароков лабиринт, в който квази-автономни разкази за исторически факти, премеждия, пътувания, сънища и халюцинации се преплитат и пренареждат като живи фрески, създавайки едно постоянно приплъзване на възприятието. Приканен да изследва глъбините на тази изключително изобилна от интелектуални изкушения романна вселена, от читателя се изисква да съумее да разчете недовършени карти-палимпсести, гъмжащи от екзотични топоними и несигурни маршрути, да знае да пресмята хода на времето с помощта на десетки слънчеви, механични, водни и пясъчни часовници, чието странно функциониране сякаш акцентира върху субективния характер на времето, което спира, свива се и се разтяга според желанието на автора – демиург. В края на това инициатично пътуване, довело до неизменното и окончателно отхвърляне на конвенционалните пространствено-времеви параметри, читателят е призован да съзерцава последното пътешествие на Роберто по символичната линия на сто и осемдесетия меридиан, по време на неговото „Екстатично Небесно Пътуване“ към така бленуваното безсмъртие на любовното желание.